# Валерий Лигур
Валерий Лигур (на латински: Valerius Ligur; Publius Varius Ligur) е политик на Римската империя. Вероятно се казва Публий Варий Лигур.
Според Дион Касий той е преториански префект по времето на император Август.